# تنظيم الغذاء والمكملات الغذائية من قبل إدارة الغذاء والدواء الأمريكية

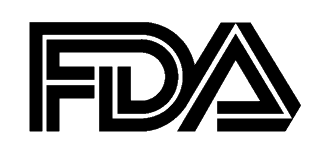
شعار إدارة الغذاء و الدواء الأمريكية

تنظيم الغذاء والمكملات الغذائية من قبل إدارة الغذاء والدواء الأمريكية هي عملية يحكمها العديد من القوانين التي يفرضها كونجرس الولايات المتحدة وتفسرها إدارة الغذاء والدواء الأمريكية ("FDA"). وفقا لقانون الأغذية والأدوية والقوانين الشكلية (التجميلية) والتشريعات المصاحبة لها،
و تتمتع إدارة«FDA» بسلطة الإشراف على جودة المواد المباعة كغذاء في الولايات المتحدة ومراقبة الملصقات التعريفية حول كل من المكونات والفوائد الصحية للأغذية.
تنقسم المواد التي تنظِّمها هذه الهيئة إلي فئات مختلفة من ضمنها الأغذية ومحسنات الطعم والمكملات الغذائية ولكل منها معايير معينة تحددها الهيئة.

## تاريخ التشريع

### تشريعات الغذاء والدواء النقي لعام 1906
كانت أول سلسلة من القوانين الهامة لحماية المستهلك والتي سنتها الحكومة الفيدرالية في القرن العشرين ونتج عنها إنشاء إدارة الغذاء والدواء بهدف حظر تداول المنتجات الغذائية والعقاقير الغير مرخصة قانونيا
وتوجيه هيئة الكيمياء بالولايات المتحدة لفحص هذه المنتجات وإحالة المخالفين للقضاء (للمحاسبة القانونية).

### القانون الفيدرالي للأغذية /اتحاد الأغذية والأدوية ومستحضرات التجميل
مجموعة من القوانين التي أقرها الكونغرس في عام 1938 والتي أعطت سلطة لإدارة الغذاء والدواء الأمريكية (FDA) للإشراف على سلامة الأغذية والأدوية ومستحضرات التجميل وتم تعديله لعدة مرات، كان آخرها لاستيعاب متطلبات متعلقة بالإرهاب البيولوجي.

### قانون الإضافات الغذائية المعدل لعام 1958
يعتبر هذا القانون بمثابة تعديل لقانون الأغذية والأدوية ومستحضرات التجميل لعام 1938. وكان ذلك استجابة للمخاوف بشأن سلامة الإضافات الغذائية ومحسنات الطعم الجديدة والتي ستكون خاضعة للفحص بما في ذلك«تحكيم ديلاني».

## الإضافات الغذائية
هي مواد تضاف إلى الأغذية، قد ينتج عنها بصورة مباشرة أو غير مباشرة أن تصير مكونا منه أو تؤثر علي خصائصه بصورة أخري.
يشمل هذا التعريف تصنيفات واسعة لا تعتبر أطعمة بالمفهوم التقليدي مثل: أي مادة مخصصة للاستخدام في إنتاج أو تصنيع أو تعبئة أو تجهيز أو تحضير أو معالجة أو تعبئة أو نقل أو حمل الطعام.
1. ↑  Borneman، J. P. (1 يناير 2006). "Regulation of homeopathic drug products". American Journal of Health-System Pharmacy. ج. 63 ع. 1: 86–91. DOI:10.2146/ajhp050105. ISSN:1079-2082. مؤرشف من الأصل في 2020-01-10.
2. ↑  "Military Notes". Scientific American. ج. 58 ع. 21: 321–321. 26 مايو 1888. DOI:10.1038/scientificamerican05261888-321. ISSN:0036-8733. مؤرشف من الأصل في 2019-12-15.